# Hugo Hamacher
 Hugo Hamacher  Silva  (Rio de Janeiro,  13 de abril de 1991) é um voleibolista indoor brasileiro, atuante na posição de ponta, com marca de alcance de 345 cm no ataque e 330 cm no bloqueio e  servindo as categorias de base conquistou a medalha de prata na edição do Campeonato Sul-Americano Infanto-Juvenil de 2008 no Brasil, no ano seguinte disputou o Campeonato Mundial nesta categoria na Itália, também conquistou o título do Campeonato Sul-Americano Juvenil de 2010 no Chile, disputou em 2011 o Campeonato Mundial Juvenil no Brasil.

## Carreira
Hugo foi revelado nas categorias de base do Fluminense e foi campeão carioca tanto na categoria infanto-juvenil quanto na juvenil totalizando em ambas categorias o tricampeonato carioca, 2006 e 2007 categoria infanto-juvenil e  em 2008 na categoria juvenil; permanecendo neste clube de 2006-a 2009.
Em 2008 foi convocado pelo técnico Percy Oncken para  os treinamentos da Seleção Brasileira em preparação para o Campeonato Sul-Americano Infanto-Juvenil, realizado em Poços de Caldas-Brasil e Hugo fez parte da equipe que conquistou o vice-campeonato. No ano seguinte pelo mesmo técnico foi convocado para os treinamentos em preparação para o Campeonato Mundial Infanto-Juvenil e vestindo a camisa#18 disputou tal competição  que foi realizada nas cidades italianas de Jesolo e  Bassano del Grappa,  encerrou pela equipe brasileira em nono lugar.
Despertou o interesse do Pinheiros/Sky na temporada 2009-10, conquistou nas categorias de base por este clube os títulos do Campeonato Paulista Infanto-Juvenil e Juvenil, na categoria adulto conquistou o bronze no Campeonato Paulista de 2009, mesma colocação obtida na correspondente Superliga Brasileira A.Em 2010 foi convocado para os treinamentos da Seleção Brasileira, desta vez na categoria juvenil e participou da equipe que disputou na edição do Campeonato Sul-Americano  em Santiago-Chile e conquistou o título desta edição e a qualificação para o Campeonato Mundial desta categoria.
Representou o Sada Cruzeiro nas competições do período esportivo seguinte, obtendo nas categorias de base por este clube o título do Campeonato Metropolitano Juvenil e o segundo lugar no Campeonato Mineiro Juvenil.Sagrando-se ainda por esse clube campeão do Campeonato Mineiro de 2010  e do Torneio Internacional  UC Irvine no mesmo ano e foi vice-campeão da Superliga Brasileira A 2010-11.Em 2011 voltou a Seleção Brasileira e a representou na edição do Campeonato Mundial Juvenil e disputou esta competição  vestindo a camisa#15 e disputou o Campeonato Mundial Juvenil de 2011 , sediado nas cidades brasileiras de: Rio de Janeiro e Niterói, nesta participação vestiu a camisa#10 e terminou na quinta posição e exerceu em uma partida deste mundial também  a função de Líbero.
Renovou com o Sada Cruzeiro  e foi vice-campeão em 2011 do Campeonato Mineiro Juvenil e também do Campeonato Metropolitano, e no mesmo ano sagrou-se bicampeão mineiro  e no Torneio Internacional UC Irvine e obteve seu primeiro título nacional na edição da Superliga Brasileira A 2011-12.Foi contratado pela UFJF na jornada seguinte, obtendo por este o bronze no Campeonato Mineiro de 2012 e encerrou na décima primeira colocação na Superliga Brasileira A 2012-13 e individualmente destacou-se como o terceiro Melhor Defensor da edição.Em 2013 foi convocado para os treinamentos  da Seleção Brasileira para representá-la na categoria sub-23, mas não disputou a primeira edição do Campeonato Mundial desta categoria; e na temporada seguinte atuou por esta equipe que foi semifinalista no Campeonato Mineiro de 2013, terminando na quarta posição e nono lugar na Superliga Brasileira A 2013-14.
Hugo foi anunciado como novo reforço do Voleisul/Paquetá esportes  para as competições da temporada esportiva 2014-15. Na tempora seguinte atuou pelo São José Vôlei.
Voltou a atuar no voleibol carioca na temporada 2016/17 pelo Sesc RJ, onde conquistou o título do Campeonato Carioca e da Superliga B.
Após atuar no voleibol suíço na temporada seguinte, voltou para o Brasil após ser contratado pelo Maringá Vôlei, conquinstando o título do Campeonato Paranaense de Voleibol de 2019. No mesmo ano conquistou o Campeonato Sul-Americano com a seleção brasileira.
Para a temporada 2019/2020 foi anunciado como o novo reforço do Sada Cruzeiro Vôlei. Atuando pelo clube mineiro o carioca conquistou o título do Campeonato Mineiro de 2019, a Copa do Brasil de 2020 e o Campeonato Sul-Americano de Clubes 2020. Ao término da temporada o ponteiro foi contratado pelo time turco TFL Altekma SK.

## Títulos e Resultados
- 2013-14-9º lugar da Superliga Brasileira A[3]
- 2013-4º lugar do Campeonato Mineiro[3]
- 2012-13-11º lugar da Superliga Brasileira A[3]
- 2012-3º lugar do Campeonato Mineiro[3]
- 2011-12- Campeão da Superliga Brasileira A[3]
- 2011– Campeão do Torneio Internacional UC Irvine( Estados Unidos)[3]
- 2011-Campeão do Campeonato Mineiro[3]
- 2011-Vice-campeão do Campeonato Metropolitano Juvenil[3]
- 2011-Vice-campeão do Campeonato Mineiro Juvenil[3]
- 2011-5º lugar do Campeonato Mundial Juvenil (Rio de Janeiro & Niterói,  Brasil)[14]
- 2010-11- Vice-campeão da Superliga Brasileira A[1]
- 2010– Campeão do Torneio Internacional UC Irvine( Estados Unidos)[3]
- 2010-Campeão do Campeonato Mineiro[3]
- 2010-Campeão do Campeonato Metropolitano Juvenil[3]
- 2010-Vice-campeão do Campeonato Mineiro Juvenil[3]
- 2009-10- 3º Lugar da Superliga Brasileira A[1][3]
- 2009- 3º Lugar do Campeonato Paulista[3]
- 2009- Campeão do Campeonato Paulista Juvenil[1][3]
- 2009- Campeão do Campeonato Paulista Infanto-Juvenil[1][3]
- 2009-9º Lugar do Mundial Infanto-Juvenil (Jesolo & Bassano del Grappa,  Itália)[9]
- 2008- Campeão do Campeonato Carioca Juvenil[1][2][3]
- 2007- Campeão do Campeonato Carioca Infanto-Juvenil[1][2][3]
- 2006- Campeão do Campeonato Carioca Infanto-Juvenil[1][2][3]

## Premiações Individuais
- 3º Melhor Defensor da Superliga Brasileira A de 2012-13[3]